# Ypsolopha dentiferella
Ypsolopha dentiferella là một loài bướm đêm thuộc họ Ypsolophidae. Nó được tìm thấy ở khắp Bắc Mỹ. In Canada, nó xuất hiện ở hầu hết các tỉnh, nhưng xuất hiện nhiều nhát ở British Columbia và Alberta. Nơi sinh sống đa dạng từ rừng gỗ hỗn hợp, rừng bụi bán khô cằn, thảo nguyên.
Sải cánh dài khoảng 20 mm. Con trưởng thành bay từ tháng 6 đến tháng 9.
The larvae have been reared on Pinus banksiana.